# 鬲县 (秦朝)
鬲县，中国古县名。
秦朝置，治所在今山东省德州市东南。属济北郡。东汉改置为侯国，后国除为县。北魏末徙治今山东省陵县。北齐时省。 